# Зарэ
«Зарэ» (арм. Զարե) — советский фильм 1926 года.

## Сюжет
О борьбе езидских парня и девушки за право на счастливую жизнь.

## В ролях
- Мария Тадевосян — Зарэ
- Грачья Нерсесян — Сайдо, пастух
- Авет Аветисян — Амо
- Ольга Гулазян — Лятиф-Ханум
- Михаил Манвелян — Мсто
- Нина Манучарян — Нано
- Амвросий Хачанян — Хдо
- Михаил Гарагаш — Тимур-бек
- Арам (Григорий) Амирбекян — писарь
- Шота Гурамашвили — офицер полиции
- Амасий Мартиросян — Зурба
- М. Агмалов — шейх
- Нина Аганбекян — подруга Зарэ
- Надежда Геворкян — жена Зурбы
- А. Тер-Мкртчян — Джемал
- А. Чобанян — Надо

## Съёмочная группа
- художник — Михаил Сургунов

## Технические данные
- чёрно-белый, немой
- впервые на экране — 9 ноября 1926, Ереван
- впервые на экране в Москве — 31 января 1927